# OCX
OCX – rozszerzenie plików zawierających komponenty ActiveX systemu operacyjnego Windows. Plik OCX to w rzeczywistości biblioteka DLL, która eksportuje określone funkcje zgodne ze specyfikacją ActiveX, umożliwiające dostęp do danej biblioteki OCX systemem COM (Component Object Model). Od wersji 10 systemu Windows pliki te są rzadko wykorzystywane do dystrybucji oprogramowania, niemniej w dalszym ciągu są supportowane. Wymagają jednak manualnej rejestracji w systemie bądź pośrednictwa programu Internet Explorer 11.